# گروه ایندیا تودی
گروه ایندیا تودی (انگلیسی: India Today Group) شرکت رسانه‌ای هندی است، که در سال ۱۹۷۵ توسط آرون پوری تأسیس شد.